# Bora
Bora je pleme američkih Indijanaca srodno Miranhama s kojima pripadaju porodici boran, šira porodica huitotoan. Bore su naseljeni u Peruu, oko 2.300 (2000 WCD), te nešto u Brazilu između rijeka Tefé i Caiçara, gdje više ne govore vlastitim jezikom i u Kolumbiji u Providenciji na rijeci Igaraparana, pritoci rijeke Putumayo. Njima srodni Miranha u Brazilu žive na donjem toku Caquete blizu ušća rijeke Cabinari.
Glavnina Bora živi u Peruu na rijekama Putumayo i Ampiyacu gdje imaju 5 sela. Tradicionalno su podijeljeni na egzogamne klanove unutar kojih postoji zabrana ženidbe. Kroz povijest živjeli su u neprijateljstvu s plemenom Huitoto.

## Vanjske poveznice
- Bora
- Bora Tribe  Arhivirana inačica izvorne stranice od 6. travnja 2009. (Wayback Machine)